# Arbeitermuseum
Das Arbeitermuseum (dänisch Arbejdermuseet) in Kopenhagen widmet sich der Geschichte der Arbeiter in Dänemark und der dänischen Arbeiterbewegung. Das 1983 gegründete Museum befindet sich im historischen Verbandshaus der dänischen Gewerkschaften (Arbejdernes Forenings- og Forsamlingsbygning) von 1879.

## Geschichte

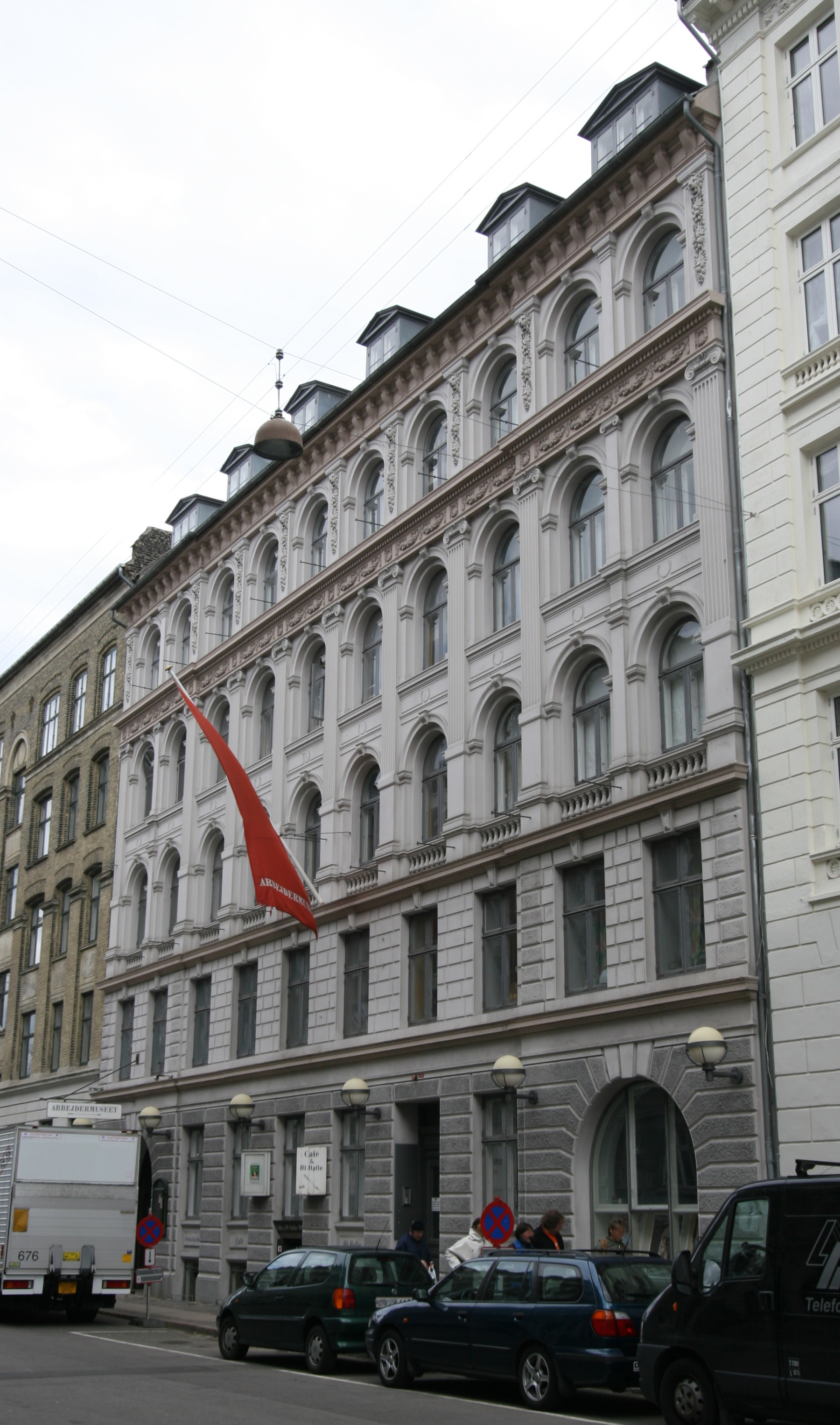
Museumsgebäude

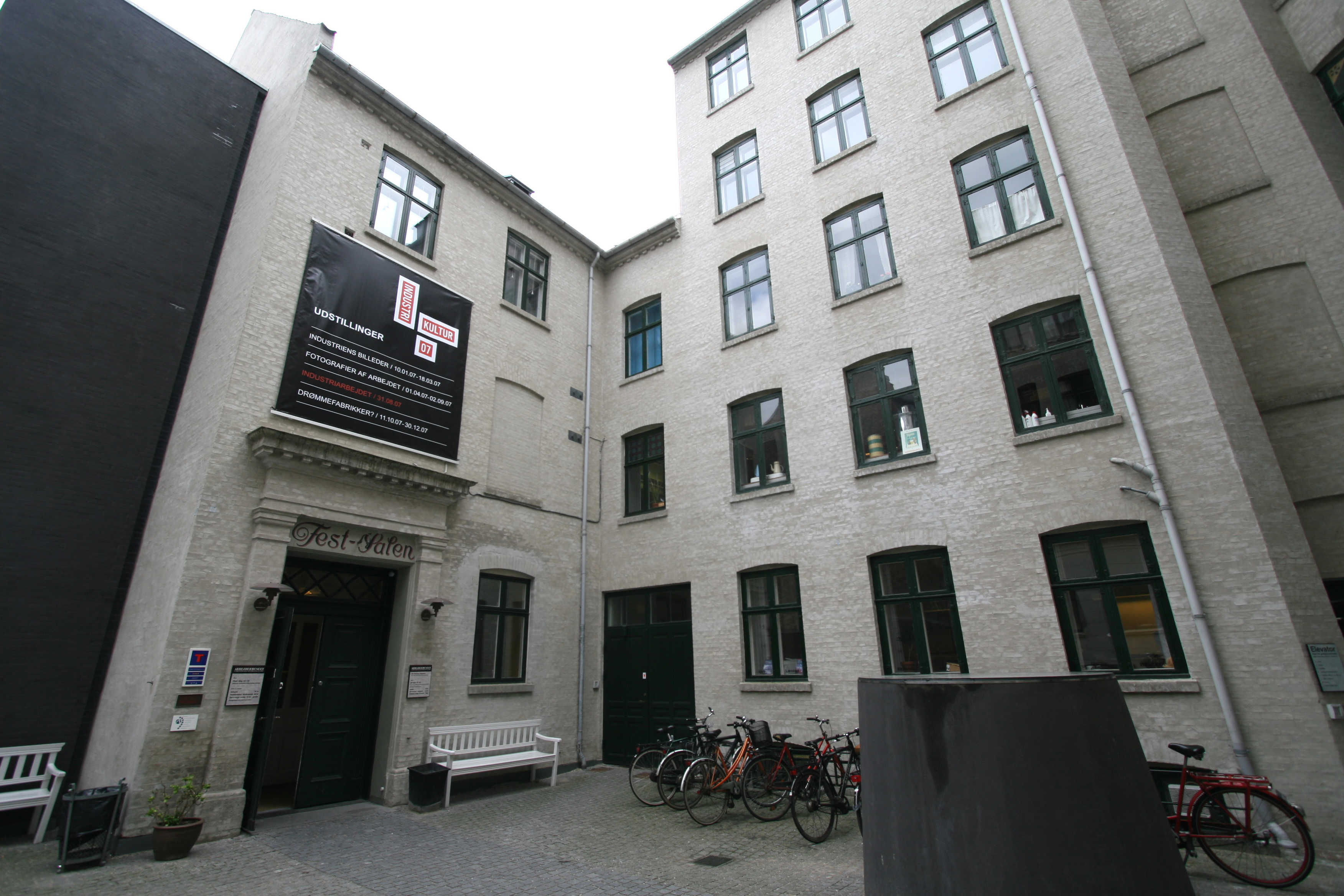
Hof und Eingang des Museums

Das Museum wurde 1983 in einem Gebäude an der Rømersgade eröffnet, das jahrzehntelang als Verbandshaus der dänischen Gewerkschaften und Zentrum der dänischen Arbeiterbewegung diente. Das Haus, in dem sich neben dem historischen Versammlungssaal, der immer noch als solcher genutzt wird, auch das Büro des früheren dänischen Ministerpräsidenten Thorvald Stauning befindet, wurde 1983 kurz nach dem Einzug des Museums unter Denkmalschutz gestellt. Der Versammlungs- oder Festsaal ist mit einer gläsernen Jugendstil-Decke von 1907 ausgestattet, die in Hinterglasmalerei gestaltet wurde. Er wurde restauriert und zeigt nun wieder sein Erscheinungsbild von 1913. Im Keller des Arbeitermuseums befindet sich die einzige denkmalgeschützte Keller-Gastwirtschaft in Kopenhagen. Diese wurde ebenfalls restauriert und erhielt ihr Erscheinungsbild von 1892 zurück.
2004 fusionierte das Museum mit Arbejderbevægelsens Bibliotek og Arkiv (gegründet 1908), der Bibliothek und dem Archiv der dänischen Arbeiterbewegung. Aus der umfangreichen Fotosammlung, die dadurch in den Bestand des Museums eingegangen ist, hat dieses 25.000 Fotografien aus dem Zeitraum zwischen den 1870er Jahren und 1939 zum Europeana-Projekt EuropeanaPhotography beigetragen. Sie dokumentieren die frühen Jahre des dänischen Wohlfahrtsstaates.

## Sammlungen und Ausstellung
Ein bedeutender Teil der Ausstellung widmet sich dem täglichen Leben der Arbeiter im Kopenhagen der 1950er Jahre. Das Museum hatte anlässlich seiner Gründung beschlossen, eine Ausstellung zu diesem Zeitraum zu gestalten, und durch eine Sammelaktion viele Exponate erhalten. Später konnte das Museum unter anderem auch die vollständige Einrichtung einer Kopenhagener Wohnung übernehmen, die praktisch unverändert geblieben war, seit die alte Dame, die sie bis 1990 bewohnte, 1915 mit ihrer Familie eingezogen war. Weitere Sammelaktionen erweiterten den Bestand um Gegenstände aus dem Bereich der Werften und Hafenbetriebe und eines traditionsreichen Kaufhauses. Umfangreich sind auch die gewerkschaftlichen Sammlungen, ergänzt durch Objekte aus dem Besitz des sozialdemokratischen Politikers Thorvald Stauning,  der von 1924 bis 1926 sowie von 1929 bis zu seinem Tod 1942 dänischer Ministerpräsident war.
Die Dauerausstellung ist heute über vier Stockwerke verteilt: Im Erdgeschoss wurde eine Ausstellung für Kinder eingerichtet. Im 1. Stock befinden sich der Festsaal, die Ausstellung zum Leben in den 1950er Jahren sowie ein Café im Stil der Zeit. Der 2. Stock enthält die komplette, originale Wohnung der Familie Sørensen von 1915, eine interaktive Präsentation zur Geschichte der dänischen Arbeiterbewegung und des Versammlungssaals sowie temporäre Ausstellungen. Der 3. Stock ist dem Thema „Industriearbeit“ von der Mitte des 19. Jahrhunderts bis heute gewidmet. Im Untergeschoss finden temporäre Ausstellungen statt.